# Candystorm
Betegnelsen Candystorm er modsætningen til shitstorm, hvor en virksomhed eller en person får massiv støtte og opbakning på de sociale medier .
En Candystorm har enten en positiv effekt på virksomhedens omdømme/omtale eller en positiv effekt på virksomhedens omsætning. Candystorms kan også ramme privatpersoner eller fx politikere. Flere virksomheder og personer spekulerer derfor i at skabe en candystorm selv, som man har forsøgt sig med at dele indhold, der kan gå viralt.
Et eksempel var da Cafe Viking på Nørrebro fik massiv opbakning på bl.a. facebook, da ejeren nægtede at betale beskyttelsespenge til lokale bander. Af andre eksempler kan Fakta nævnes, hvor de ikke ville tage to pakker kylling retur, og det fik forbrugerne til at rose Fakta til skyerne.
På dansk ses også ordet 'lovestorm' om samme begreb.